# These Streets (album)
These Streets är ett musikalbum, skrivet och gjort av Paolo Nutini, släppt den 17 juli, 2006.

## Låtlista
1. "Jenny Don't Be Hasty" (Paolo Nutini, Jimmy Hogarth) – 3:29
2. "Last Request" (Nutini, Jim Duguid, Matty Benbrook) – 3:41
3. "Rewind" (Nutini, Duguid) – 4:19
4. "Million Faces" (Nutini, Benbrook, Pauline Taylor) – 3:41
5. "These Streets" (Nutini, Pete Wilkinson, Sarah Erasmus) – 3:53
6. "New Shoes" (Nutini, Benbrook, Duguid) – 3:21
7. "White Lies" (Nutini, John Fortis) – 4:00
8. "Loving You" (Nutini, Duguid, Chris Leonard) – 4:00
9. "Autumn" (Nutini, Duguid) – 2:50
10. "Alloway Grove" (Nutini, Rollo Armstrong) – 14:12
11. "Last Request" (acoustic version - hidden track)